# 랜스 바버
랜스 바버(Lance Barber, 1973년 6월 29일 ~ )는 미국의 배우이다.
배틀크리크에서 태어났다.

## 출연 작품

### 영화
- 그린 베이의 대부 (2005, The Godfather of Green Bay) - 케니 카루소 역
- For Your Consideration (2006)
- The Lather Effect (2006)
- Shades of Ray (2008)
- 레더헤즈 (2008)

### 텔레비전
- 길모어 걸스 (2001-06)
- 컴백 (2005, 2014) - 폴리 G. 역
- 캘리포니케이션 (2007)
- 유나이티드 스테이트 오브 타라 (2010) - 설리 역
- 영 쉘든 (2017-현재)